# Кукер, Хенрик
Хе́нрик Е́жи Ку́кер (пол. Henryk Jerzy Kukier; 1 января 1930, Люблин — 5 декабря 2020) — польский боксёр наилегчайшей весовой категории, выступал за сборную Польши в 1950-х годах. Чемпион Европы, семикратный чемпион национального первенства, участник трёх летних Олимпийских игр и многих международных турниров. Также известен как тренер по боксу.

## Биография
Хенрик Кукер родился 1 января 1930 года в Люблине. Активно заниматься боксом начал в возрасте восемнадцати лет, проходил подготовку в местном боксёрском зале, затем был членом варшавских клубов «Гвардия» и ЦСКА. Первого серьёзного успеха на ринге добился в 1952 году, когда в наилегчайшем весе занял второе место на чемпионате Польши среди любителей и благодаря череде удачных выступлений удостоился права защищать честь страны на летних Олимпийских играх в Хельсинки. На Олимпиаде, тем не менее, в первом же своём матче единогласным решением судей проиграл немцу Эдгару Базелю.
В 1953 году Кукер впервые стал чемпионом Польши (впоследствии повторил это достижение ещё шесть раз) и побывал на чемпионате Европы в Варшаве, где победил всех своих соперников в программе наилегчайшего веса, в том числе взял реванш у Базеля в четвертьфинале, и завоевал тем самым золотую медаль. Два года спустя на европейском первенстве в Западном Берлине на стадии полуфиналов он вновь встретился с Базелем и на сей раз проиграл ему со счётом 0:3, получив лишь бронзу. Оставаясь в числе лидеров польской национальной сборной, прошёл отбор на Олимпийские игры 1956 года в Мельбурн, но в первом же матче на турнире проиграл австралийцу Уорнеру Батчелору. Серия неудач продолжилась и в следующем сезоне, на чемпионате Европы в Праге в стартовом матче его выбил валлиец Питер Дэвис, впоследствии бронзовый призёр этого турнира.
Несмотря на проигрыши, Кукер продолжил выходить на ринг в основном составе сборной, принимая участие во всех крупнейших международных турнирах. Так, в 1959 году он съездил на первенство Европы в Люцерн — в первом матче победил англичанина Майка Кэшоу, но во втором уступил румыну Мирче Добреску, который в итоге завоевал серебряную медаль этого чемпионата. Позже прошёл квалификацию на Олимпийские игры 1960 года в Рим, однако здесь ему откровенно не повезло с жеребьёвкой, в стартовом матче пришлось встретиться с двукратным чемпионом Европы из Германии Манфредом Хомбергом, и поединок закончился для поляка поражением. Вскоре после этих соревнований Хенрик Кукер принял решение завершить карьеру спортсмена, уступив место в сборной молодым польским боксёрам. Всего в любительском олимпийском боксе он провёл 256 боёв, из них 234 окончил победой, 21 раз проиграл, в одном случае была зафиксирована ничья. В том числе имеет в послужном списке 35 боёв на международном уровне: 25 побед и 10 поражений.
После завершения спортивной карьеры Кукер в течение многих лет работал тренером по боксу в клубе «Свидник», за который выступал в последние годы своей боксёрской биографии. Также известен как спортивный активист, пропагандист здорового образа жизни. В 2000 году награждён премией имени Александра Рекши, ежегодно вручаемой наиболее выдающимся боксёрам Польши.
Умер от коронавируса 5 декабря 2020 года.